# Herrijzend Nederland
Herrijzend Nederland is een monument in de Nederlandse plaats Gendt ter herinnering aan de bevrijding.

## Achtergrond
Gendt was in oktober 1944 nog een van de bruggenhoofden op de linker Rijnoever die in handen waren van de bezetter. Op 13 oktober werd de bevolking naar de Liemers geëvacueerd. Pas in april 1945 kon Gendt worden bevrijd.
Charles Estourgie jr. werd kort na de oorlog gemeentearchitect in Bemmel en Gendt. Hij leerde in die periode de beeldhouwer Ed van Teeseling kennen en ze zouden een aantal keren samenwerken. Het oorlogsmonument tegenover het gemeentehuis in Gendt was het eerste gezamenlijk project; Estourgie ontwierp een gedenkmuur, met aan weerszijden twee lantaarns, Van Teeseling maakte een tegeltableau in reliëf, dat centraal in de muur werd geplaatst. Het toont een zich oprichtende vrouwenfiguur met kind, als symbool voor de bevrijding en de toekomst van Nederland.
Het monument is op 4 november 1950 onthuld. In de loop der tijd verdween de muur en resteerde slechts het reliëf in een omlijsting van waalklinkers. In 2013 is het monument gerenoveerd en van een nieuwe muur voorzien, naar het oorspronkelijke ontwerp.

## Beschrijving
Het monument bestaat uit een gemetselde muur, met aan weerszijden lantaarns. In het midden is een tegeltableau geplaatst dat bestaat uit een reliëf van vijftien tegels van Frans kalksteen. Centrale figuur op het reliëf is een vrouw die zich opricht. Aan haar rechterkant staat een kind. Over het tableau heen staat het opschrift 

UIT ONZE GEBROKENHEID GROEIT EEN SCHONER VOLK